# スーパーストリングスコーベ
スーパーストリングスコーベ（SUPER STRINGS KOBE、SSK）は、兵庫県神戸市を拠点に活動する、スーパーキッズ・オーケストラのOB・OGで結成された弦楽オーケストラ。

## 概要
2017年1月に神戸港にて神戸シーバスが運航する遊覧船「ファンタジー号」で開催された、神戸開港150年目を祝うカウントダウンコンサートの出演者を中心に結成された。指揮者の佐渡裕が芸術監督を務めるスーパーキッズ・オーケストラのOB・OGで構成された弦楽オーケストラで、神戸港にて海運業を営む早駒運輸株式会社のグループ会社のHKMエンタープライズ株式会社がプロデュースしている。
メンバーは20代が中心で、毎年12月に神戸新聞松方ホールにて行われる定期公演のほか、少人数編成の室内楽公演を催している。2018年8月13日には、同会場でサマーコンサートを開催した。